# المتسلل
المتسلل (بالإنجليزية: The Infiltrator)‏ هو فيلم جريمة أمريكي تم انتاجة عام 2016 من إخراج Brad Furman.

## القصة
تدور أحداث الفيلم استنادًا إلى قصة حقيقية عن مسئول الجمارك الأمريكية روبرت مازور الذي ينجح في الكشف عن غموض مخطط غسيل أموال متورط فيه زعيم تجارة المخدرات الكولومبي وملك الكوكايين بابلو إسكوبار.

## ماي خليفه
- براين كرانستون بدور (روبرت مازور)
- ديان كروغر بدور (كاثي إرتز)
- بنجامين برات بدور (روبرت آلكاينو)
- جون ليجويزامو بدور (إمير أبرو)
- أيمي رايان بدور (بوني تيشلر)
- سعيد التغماوي بدور (أمجد أوان)

## وصلات خارجية
- الموقع الرسمي للفيلم.
- المتسلل  على فيسبوك.
- المتسلل علي قاعدة بيانات الأفلام على الإنترنت.
- المتسلل على موقع أول موفي..
- المتسلل على موقع IMDb (الإنجليزية)
- المتسلل على موقع ميتاكريتيك (الإنجليزية)
- المتسلل على موقع روتن توميتوز (الإنجليزية)
- المتسلل على موقع نتفليكس (الإنجليزية)
- المتسلل على موقع قاعدة بيانات الأفلام العربية
- المتسلل على موقع ألو سيني (الفرنسية)
- المتسلل على موقع Turner Classic Movies (الإنجليزية)
- المتسلل على موقع أول موفي (الإنجليزية)
- المتسلل على موقع بوكس أوفيس موجو (الإنجليزية)
- المتسلل على موقع فيلمافينيتي (الإسبانية)
- المتسلل علي موقع سينما دوت كوم.